# Jules et Jim (roman)
Cet article concerne le roman. Pour l'article sur le film, voir Jules et Jim (film).
Jules et Jim est un roman écrit par Henri-Pierre Roché (1879-1959), publié en 1953. Il a été rendu célèbre par l'adaptation cinématographique de François Truffaut : Jules et Jim, sortie en 1962.

## Résumé
Jim, jeune intellectuel parisien, se lie d'amitié dans les années 1910 avec Jules, un jeune poète allemand. Jim fait découvrir à Jules la vie et les plaisirs parisiens du début du siècle. Quand Jules rencontre Kathe, dont il tombe immédiatement amoureux, il la présente à Jim, qui ne peut s'empêcher d'être attiré par la jeune femme. Kathe épouse Jules.
La guerre survient et sépare les deux amis. Ils se retrouvent après l'Armistice, Jim et Kathe s'aiment enfin, sous la bienveillance de Jules. Ils constituent un trouple. Mais les tensions de plus en plus vives annoncent la tragédie finale : incapable de résoudre ses multiples conflits internes, Kathe se suicide en emportant Jim dans la mort.

## Écriture
Henri-Pierre Roché est âgé de 74 ans à la publication de ce premier roman. C'est un livre de souvenirs romancés concernant son amitié avec l'écrivain allemand Franz Hessel et sa passion pour son épouse Helen Grund (les parents de Stéphane Hessel).
Il commence l'écriture en 1943, se fondant sur ses journaux intimes. Il va considérablement dépouiller ensuite le style jusqu'à parvenir à une écriture très tendue qui a fait la gloire du roman. On notera en particulier une faible utilisation des pronoms.
Malgré un succès auprès de la critique, le roman passe presque inaperçu et ne reçoit que le prix Claire Belon, un panier d'huîtres décerné par Raymond Queneau et quelques proches de celui-ci. C'est sa découverte par François Truffaut et le film qu'il en tirera qui lui donnera sa notoriété.

## Adaptations
François Truffaut a adapté le livre au cinéma en 1962 (Jules et Jim). Il dit l'avoir découvert par hasard en 1956, frappé par le titre (« j'ai trouvé ça musical, très joli ») alors qu'il parcourait les rayons d'un bouquiniste.
Il existe aussi une adaptation de Jeanne Labrune pour la télévision réalisée en 1995.